# Garam Éva
Garam Éva (Boba, 1939. március 29. − Budapest[forrás?] 2023. május 22.) avar korral foglalkozó magyar régész, professzor.

## Élete
Középiskolai tanulmányait 1957-ben Celldömölkön a Gábor Áron Gimnáziumban fejezte be. 1957–62 között az ELTE BTK, régészet-történelem szakára járt, ahol 1962-ben szerzett diplomát. Szakdolgozatát az avar kori női viseletről írta. Ezek után a Magyar Nemzeti Múzeum Népvándorlás kori gyűjteményében dolgozott, majd 1973-tól annak vezetője lett. 
1967-ben közép avar korból írta doktori értekezését. 1997-től kandidátusi címet szerzett, az avar kori sárga kerámia kutatásával, ill. 2003-tól akadémiai doktor lett, avar kori bizánci leletek feldolgozásával. Tagja a  Magyar Régészeti és Művészettörténeti Társulatnak 1962-től és az MTA Régészeti Bizottságának. Elsősorban a kiskörei, tiszafüredi és zamárdi temetőfeldolgozásai ismertek.

## Elismerései
- 1987 Kuzsinszky Bálint-emlékérem
- 1995 Rómer Flóris-emlékérem
- 2002 Móra Ferenc-díj
- 2004 Széchényi Ferenc-emlékérem

## Művei
- 1969 Avar nyereg Tiszafüredről. Arch. Ért. 96/1, 83-90.
- 1975 The Szebény I-III Cemetery. In: Kovrig, I. (Ed.): Avar Finds in the Hungarian National Museum. Budapest
- 1978 A középavarkor sírobulussal keltezhető leletköre. Arch. Ért. 105, 206-216.
- 1979 Das awarenzeitliche Gräberfeld von Kisköre. Budapest
- 1981 A bőcsi későavarkori lelet és köre. Arch. Ért. 108/1, 34-51.
- 1982 Der Fund von Vörösmart im archäologischen Nachlaß der Awarenzeit. FA XXXIII, 187-213.
- 1982 Rómaikori rézüstök korai avar sírokban. Arch. Ért. 109/1, 73-88.
- 1987 Pferdegräber des awarenzeitlichen Gräberfeldes in Tiszafüred. Alba Regia XXIII, 65-125.
- 1988 A Mauthner gyűjtemény granulációdíszes koraavar kisszíjvége. FA XXXIX, 159-172.
- 1990 Bizánci típusú csüngő préselőmintája Tiszafüredről. FA XLI, 73-86.
- 1991 Die awarenzeitlichen Funde aus Ungarn im Römisch-Germanischen Zentralmuseum. Bonn
- 1992 Goldfunde aus der Völkerwanderungszeit im Ungarischen Nationalmuseum. Milano. (tsz. Kiss Attila)
- 1992 Die münzdatierten Gräber der Awarenzeit. In: Daim, F. (Hrsg.): Awaren Forschungen I. Bad Vöslau, 135-250.
- 1993 Katalog der awarenzeitlichen Goldgegenstände und der Fundstücke aus den Fürstengräbern im Ungarischen Nationalmuseum. Budapest
- 1993 Die awarenzeitlichen Scheibenfibeln. Communicationes Archaeologicae Hungariae 1993, 99-134.
- 1995 Das awarenzeitliche Gräberfeld von Tiszafüred. Budapest
- 1995 A dunapentelei avar kori sírok katalógusa. Arch. Ért. 121-122, 131-154.
- 2001 Funde byzantinischer Herkunft in der Awarenzeit vom Ende des 6. bis zum Ende des 7. Jahrhunderts. Budapest
- 2003 Sarmatisches Wallsystem im Karpatenbecken. Budapest. (tsz. Patay Pál, Soproni Sándor)
- 2006 Virágos palmetták és félpalmetták – Adatok az adai ezüsttálka keltezéséhez. Arrabona 44/1, 151-164.
- 2009 Avar kori faedények. In: Somogyvári Ágnes – V. Székely György (szerk.): „In terra quondam Avarorum…” Ünnepi tanulmányok H. Tóth Elvira 80. születésnapjára. Kecskemét 2009, 79–100.
- 2010 Kugeln, Kapseln, Taschen und Scheiben in den awarenzeitlichen Frauengräbern. BVbl 75 (Gebundene Auslage – Festschrift für Hermann Dannheimer zum 80. Geburtstag.) 147–167.
- 2010 Das awarenzeitliche Gräberfeld in Zamárdi-Rétiföldek. Budapest. (tsz. Bárdos Edith)
- 2010 Egy avarkori Rolla Szirákról. In: Guba Szilvia – Tankó Károly (szerk.): "Régről kell kezdenünk..." – Studia Archaeologica in honorem Pauli Patay. Szécsény, 205-216.
- Thesaurus avarorum. Régészeti tanulmányok Garam Éva tiszteletére. Archaeological studies in honour of Éva Garam; szerk. Vida Tivadar; ELTE Bölcsészettudományi Kar Régészettudományi Intézet–Magyar Nemzeti Múzeum–MTA Bölcsészettudományi Kutatóközpont Régészeti Intézet, Bp., 2012